# Jamesbrittenia zuurbergensis
Jamesbrittenia zuurbergensis är en flenörtsväxtart som beskrevs av O.M. Hilliard. Jamesbrittenia zuurbergensis ingår i släktet Jamesbrittenia och familjen flenörtsväxter. Inga underarter finns listade i Catalogue of Life.